# یارخلینو
یارخلینو (به لاتین: Jarchlino) یک روستا در لهستان است که در گمینا نوووگارد واقع شده‌است. یارخلینو ۲۵۰ نفر جمعیت دارد.